# Javier Camuñas Gallego
Javier Camuñas Gallego (ur. 17 lutego 1980 w Madrycie) – hiszpański piłkarz, pomocnik lub napastnik, od 2012 gracz Deportivo La Coruña, dokąd jest wypożyczony z Villarrealu. Jest wychowankiem klubu CA Pinto, następnie terminował w rezerwach Rayo Vallecano, a w 2001 trafił do Getafe CF. W 2002 wrócił do Rayo, gdzie grał w pierwszej drużynie, a następnie zaliczył pobyt w takich drużynach jak Ciudad de Murcia i Xerez CD. W 2007 przeszedł do Recreativo Huelva, a w 2009 do Osasuny.